# Сухумское музыкальное училище
Сухумское музыкальное училище имени А. Ч. Чичба — ведущее учебное заведение Республики Абхазия, готовящее музыкантов, дирижёров и вокалистов. Расположено в Сухуме и с 2002 года носит имя абхазского композитора А. Ч. Чичба.

## Здание
Училище располагается в доме купца С. Д. Нинуа. Особняк находится на улице Дзидзария, построен в 1914 году для купца Нинуа. Также здание извествно как дача садовода Малани, второго после Нинуа владельца здания, который создал пышный парк вокруг особняка.
Здание выполнено в стиле модерн, но с явным сухумским оттенком: сдержаннее, без большого количества декоративных элементов.
Дом купца Нинуа, двухэтажное здание с боковой башней в три этажа, был украшен верандами, балкончиками, полукруглыми окнами и тонкими колоннами. В интерьере дома особенно выделяется разноцветная керамическая плитка, украшающая полы и камины, и винтовая лестница в холле.
С приходом советской власти здание было муниципализировано.

## История
В 1930 году композитор и пианист Константин Ковач выступил с идеей создания в Абхазии музыкального училища. Его инициативу поддержал Нестор Лакоба, в связи с чем 15 сентября 1930 года был издан Указ о создании Абхазского государственного музыкального техникума — первого музыкального учебного заведения в Абхазии.
Среди преподавателей училища были талантливые музыканты, получившие образование в Московской и Санкт-Петербургской консерваториях, такие как К. В. Ковач (первый директор), А. А. Касторская-Каменская, М. А. Разумовская, В. В. Зиздо-Эмухвари, В. Д. Поляков, О. А. Димитриади, М. Д. Бубнова и другие.
В 1933 году в стенах техникума появился первый симфонический оркестр, государственный квартет Абхазии, оркестр народных инструментов.
В 1930-х на базе училища формируется исполнительская школа, школа фортепиано, скрипичная школа.
В 1937 году были арестованы руководители этнографического хора. Этнографический хор насчитывал около 35 человек. В основном хор был мужской, участники которого носили национальные костюмы. И там, конечно, были ещё музыканты, среди которых были женщины и которые играли на национальных инструментах. Это был первый профессиональный музыкальный хор, исполняющий национальные песни, обрядовые и трудовые, собранные в этнографических экспедициях К.Ковачем.
В советское время училищу было присвоено имя грузинского композитора Димитрия Аракишвили.
В данный период в училище открываются новые направления: теоретическое (выпускники: Авидзба Т. А.), хоровое дирижирование (выпускники: Агумаа С.)

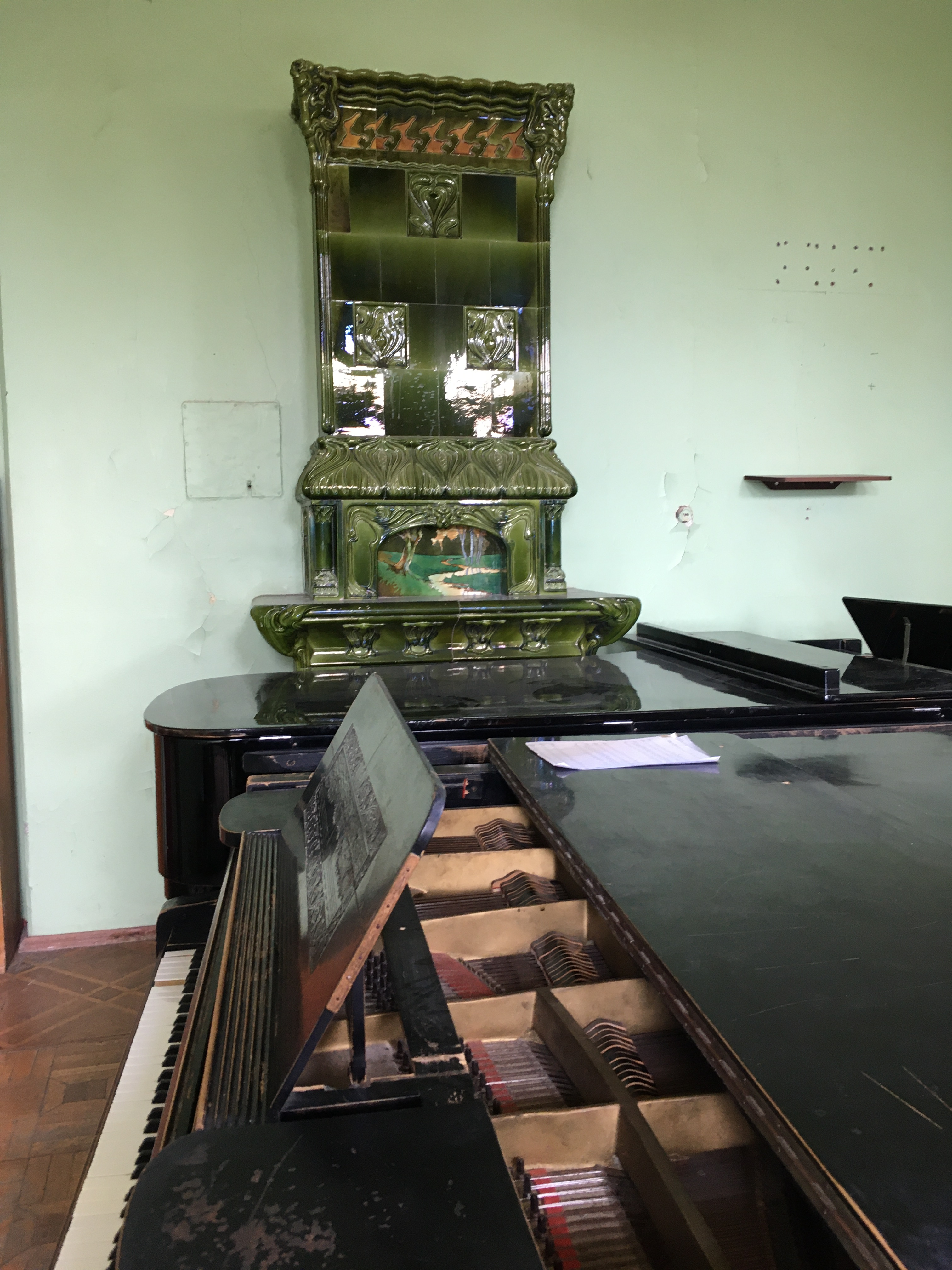

В 2002 году училищу было присвоено имя абхазского композитора А. Ч. Чичба. С его именем связано зарождение и развитие академического певческого жанра в Абхазии. Чичба — основатель Государственного симфонического оркестра Абхазии, ансамбля песни и танца в Гудауте, Государственной хоровой капеллы Абхазии. А. Ч. Чимба в 1967 году возглавляет Музыкальное училище в Сухуме. При его содействии был открыт при Музыкальном училище интернат для одарённых абхазских детей из деревень. На упрёки о том, что Чичба принимает в училище не только одарённых, но и детей с весьма скромными музыкальными данными, он говорил, что его цель воспитать просвещённых абхазов, приобщить их к высокому искусству классической и современной музыки.
С 2008 проходит республиканский конкурс имени А. Ч. Чичбы, где исполняется музыка следующих композиторов: П. Петрова (пьесы для фортепиано), Л. Чепелянского и др.
Ежегодно проходят отчётные концерты. Программу концертов составляет произведения зарубежных, русской и советской классики. Наряду с классикой исполняются произведения абхазских композиторов — К.Ченгелия, П.Петрова, А.Эсебуа, народные песни.

## Выпускники
В их числе композиторы:
Констанин Ченгелия, Тото Аджапуа, Пётр Петров, Валерий Чкадуа, Вячеслав Айба, Анатолий Хагба, Василий Царгуш.
Дирижёры — Л. Г. Джергения, А. Д. Хагба, В. М. Айба, Н. В. Чанба, Н. И. Аджинджал, И. С. Шамба,
исполнители — А. М. Авидзба, Л. А. Логуа, Б. А. Амичба, А. А. Отырба, В. Чакмач-ипа, Х. Л. Герзмава, А. Ш. Гицба,Томас Кокоскир, Юрий Нармания, Иван Шамба, Марина Шамба, Алла Отырба, Светлана Хочалова-Воронова, Зарема Агумаа, Нора Окуджава
музыковеды — А. Г. Ашхаруа, М. М. Хашба.

## Отделения
— фортепиано; 
— струнные инструменты; 
— народные инструменты; 
— духовые инструменты; 
— вокал; 
— хоровое дирижирование; 
— теория музыки; 
— народное хоровое творчество; 
— музыкальное искусство эстрады; 
— народное хоровое творчество. 